# ニューム管
ニューム管（ニュームかん）とは、工作などで使われるアルミニウム製の細いパイプのことである。
中空になっており、おおむね外径 2–4 mm、内径 1–3 mm 程度であることが多い。用途はさまざまであるが、たとえば竹ひごによる枠に薄い紙を張った翼を持つ模型飛行機、いわゆるライトプレーン等で、竹ひごを通して竹ひご同士をつないだり、ひもを通したりして使用する。柔らかく、可塑性があるので、つないだ竹ひご同士に角度をつけるといった用法もある。
語源は「アルミニューム管」と思われる。